# Ghoultown
Ghoultown – grupa muzyczna grająca horror punk z wpływami rockabilly. Powstała w 1999 roku w Stanach Zjednoczonych z inicjatywy wokalisty i gitarzysty Counta Lyle'a.

## Skład

### Aktualny skład

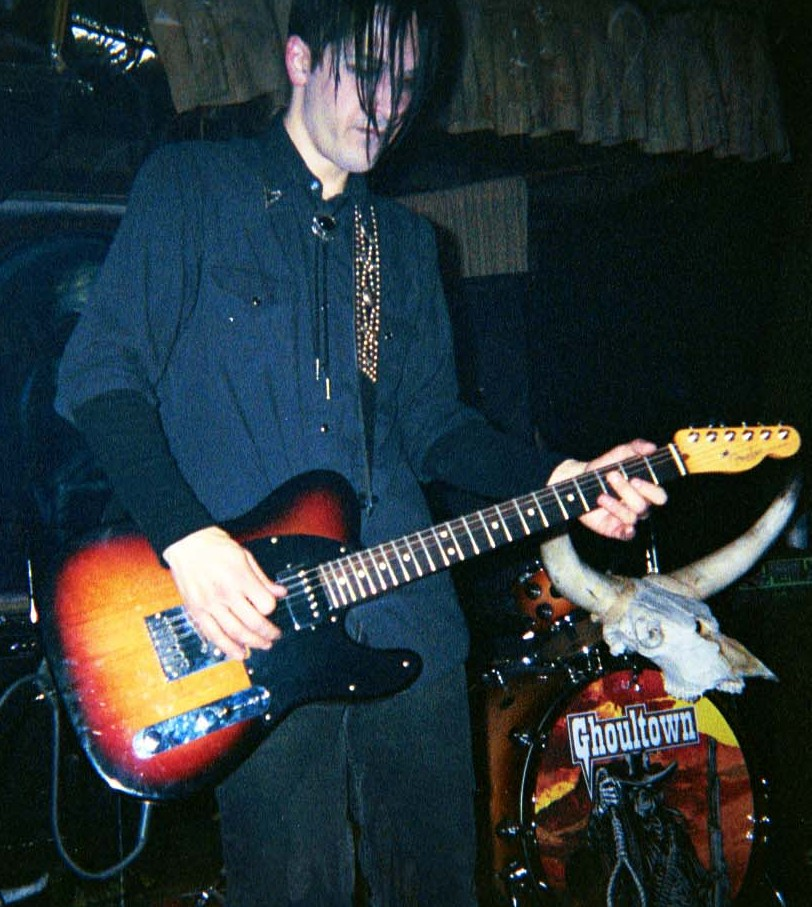
Jake Middlefinger na koncercie w Fort Worth w 2002 roku

- Count Lyle - wokal, gitara elektryczna
- Jake Middlefinger - gitara elektryczna
- Lizard Lazario - gitara akustyczna, chórki
- Santi - gitara basowa, chórki
- Dalton Black - perkusja
- Randy Grimm - trąbka

### Byli członkowie
- Queeno DeVamps - gitara basowa
- X-Ray Charles - perkusja
- Dez Black - trąbka
- J. Luis - trąbka

## Dyskografia
- Boots of Hell (1999, EP)
- Tales From the Dead West (2000, LP)
- Give 'Em More Rope (2002, LP)
- Live From Texas! (2004, nagranie koncertowe)
- Bury Them Deep (2006, LP)
- Life After Sundown (2008)
- Ghost of the Southern Son (2017)
- Curse of Eldorado (2020)